# Bränntjärnen (Jokkmokks socken, Lappland)
Bränntjärnen är en sjö i Jokkmokks kommun i Lappland och ingår i Luleälvens huvudavrinningsområde.